# 이사야사
《부동산 로드 - 이사야사》는 대한민국의 종합편성채널 TV CHOSUN에서 2019년 6월 12일부터 2019년 10월 23일까지 방송된 부동산 전문 예능 프로그램이다.
한편, 해당 프로그램이 신설되면서 메인 MC 김용만이 동시간대 출연해 온 KBS 2TV 옥탑방의 문제아들이 2019년 4월 8일부터 월요일 오후 8시 55분으로 옮겨가기도 했다.

## 기획 의도
한 사람의 이사 일대기에 관한 것들의 집에 얽힌 이야기를 그린다.

## 방송 시간
| 방송 채널 | 방송 기간                          | 방송 시간                    | 비고 |
| --------- | ---------------------------------- | ---------------------------- | ---- |
| TV CHOSUN | 2019년 6월 12일 ~ 2019년 10월 23일 | 매주 수요일 밤 11:00 ~ 12:30 |      |

## 출연자
- 김용만
- 장윤정

## 패널
- 장용석
- 김인만
- 심교언

## 에피소드 목록
| 회차 | 방송일          | 출연진          | 동반자      | 비고      |
| ---- | --------------- | --------------- | ----------- | --------- |
| 1    | 2019년 6월 12일 | 이동준          | 이일민      |           |
| 2    | 6월 19일        | 현진영          | 김일중      |           |
| 3    | 6월 26일        | 홍서범 & 조갑경 | -           |           |
| 4    | 7월 3일         | 임하룡          | 홍록기      |           |
| 5    | 7월 10일        | 남상일          | 이원하      |           |
| 6    | 7월 17일        | 김정민          | 다니 루미코 |           |
| 7    | 9월 4일         | 전광렬          | 김일중      |           |
| 8    | 9월 11일        | 허참            | 지원이      |           |
| 9    | 9월 18일        | 전철우 (베트남) | -           | 해외 특집 |
| 10   | 9월 25일        | 김현철          | 뮤지        |           |
| 10   | 10월 2일        | 방미            | 김지민      |           |
| 11   | 10월 9일        | 양치승          | 안일권      |           |
| 12   | 10월 16일       | 방은희          | 김형범      |           |
| 13   | 10월 23일       | 김정태          |             |           |

## 제작진
- 기획 : 정석영
- 연출 : 남규홍, 나상원, 이동훈, 이광우, 채종안, 이승헌
- PD : 이학준
- 작가 : 김윤영, 정주미, 최미희, 홍주희, 정혜정, 김태리

## 시청률
| 회차 | 방송일   | AGB 닐슨 시청률 |
| 회차 | 방송일   | 대한민국 (전국) |
| ---- | -------- | --------------- |
| 1    | 6월 12일 | 1.5%            |
| 2    | 6월 19일 | 2.0%            |
| 3    | 6월 26일 | 1.6%            |
| 4    | 7월 3일  | 2.1%            |
| 5    | 7월 10일 | 1.8%            |
| 6    | 7월 17일 | 2.2%            |
| 7    | 9월 4일  | 1.9%            |
| 8    | 9월 11일 | 2.0%            |

## 결방 안내
- 2019년 7월 24일 ~ 2019년 8월 28일 : 휴방 편성